# Ashford, New York
Ashford är en kommun (town) i Cattaraugus County i delstaten New York. Vid 2020 års folkräkning hade Ashford 1 974 invånare.